# Короткозубець
Короткозубець (Brachydontium) — рід мохів підкласу Dicranidae.

## Види
Рід містить 9 видів із поширенням передусім у Європі, Північній і Південній Америках.